# Indra
Pour les articles homonymes, voir Indra (homonymie).
Indra (devanagari: इन्द्र) est le roi des dieux, et Seigneur du Ciel dans la mythologie védique de l'Inde ancienne. Il est originellement issu du dieu indo-européen de la guerre et de l'orage.
Indra apparaît comme l'une des principales divinités dans le Rig-veda. Il est en particulier célébré comme le meurtrier de Vṛtrá et tient une place centrale dans le sacrifice du Soma. Il est qualifié de nombreuses épithètes, notamment vṛṣan le taureau, et Vṛtrahan, meurtrier de Vritra, le rétenteur des eaux célestes. Dans la religion zoroastrienne de l'Iran ancien, Indra est présenté comme faisant partie des « archidémons ».
Au sein du védisme ancien, en tant que dieu guerrier, sa puissance se manifeste dans la fonction guerrière des kshatriyas. Son pouvoir illimité de vainqueur invaincu lui permet d'être un des Ādityas. Un compagnonnage guerrier, les Maruts, comparable à celui qui entoure le dieu nordique Odin, l'accompagne. Divinité guerrière et seigneur de ses hommes, sa puissance est celle d'un général d'armée, d'un taureau géniteur, d'un ami généreux.
L'avènement de l'hindouisme transforme ce dieu tutélaire des Aryas en roi des devas, puis en roitelet supplanté par Vishnou et Shiva. L'iconographie le réduit à un personnage anthropomorphe qui chevauche l'éléphant Airāvata.

## Étymologie et origine: un dieu de la guerre et de l'orage

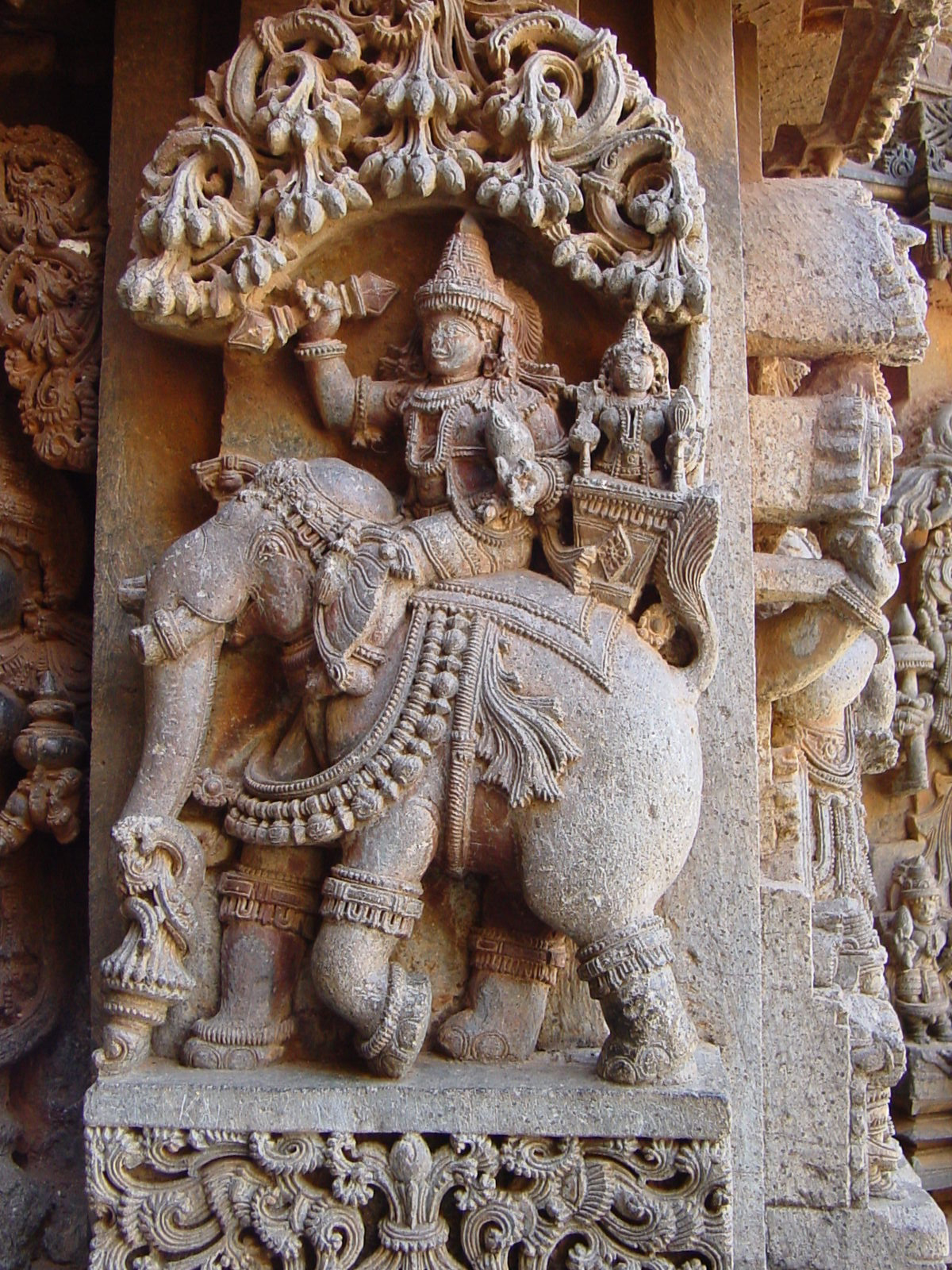
Indra tenant le vajra « foudre » sur l'éléphant Airāvata, Somanathapura (vers 1265)

Le nom « Indra » n'a pas d'étymologie certaine. Parmi les étymologies discutées, les linguistes ont avancé la base indo-européenne *H2ner « homme noble », mais aussi des dérivés de *√H3eid- « enfler ».
Indra a été rapproché par Georges Dumézil et d'autres spécialistes de l'histoire des religions d'autres dieux indo-européens de la guerre et de l'orage, tels que le dieu nordique Thor, le dieu lituanien Perkunas ou encore le dieu slave Péroun, dont il partage les caractéristiques essentielles. Son rôle de « frappeur » est un autre héritage de sa fonction orageuse. Pour Xavier Delamarre, les compagnons d'Indra, les Maruts, sont également des divinités orageuses. Leur nom serait à rapprocher du dieu latin de la fonction guerrière Mars.
En accord avec ses homologues indo-européens, Indra est avant tout honoré en tant que tueur du serpent Vṛtra qui retient les eaux célestes et les biens de la saison claire.

## Védisme

### Mythe

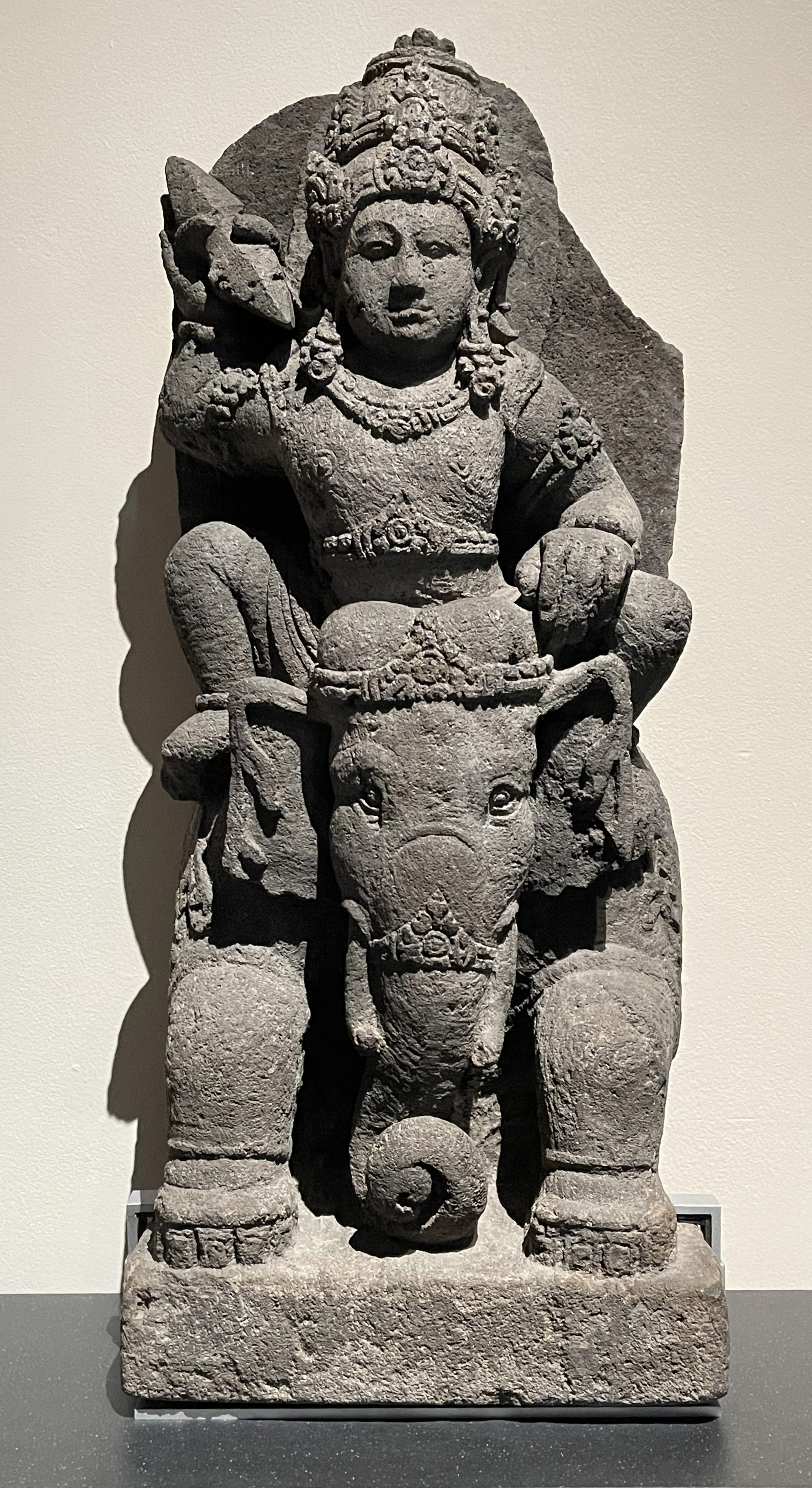
Statue d'Indra, Java, 8e-9e siècle. Musée national d'Écosse, Édimbourg, Royaume-Uni. Noter l'éléphant Airāvata et, dans la main du dieu, l'éclair Vajra.

Selon le Rig Veda (2,17,6), Indra est le fils de Tvașțar à qui il ressemble pour certains traits. Il ainsi qualifié de purudhápratíka- « aux multiples visages », les hymnes sacrés précisant qu'il peut se donner « l'apparence qu'il souhaite ».
Dans le Rigveda, Vishvarupa, un épithète de Trishiras, le fils à trois têtes de Tvașțar est le gardien des vaches. Indra entre en conflit avec lui et sort victorieux du combat. Aptya (un allié d'Indra) tue Vishvarupa qui est plus tard décapité par Indra. Un autre verset indique qu'Indra a volé le bétail de Vishvarupa et l'a libéré. Le Brihaddevata raconte que Vishvarupa est le fils de Tvashtri et de son épouse asura, et le jumeau de Saranyu. Il est envoyé par les démons pour devenir le prêtre des devas, désireux de les détruire. Indra soupçonne ses intentions et le décapite. Ses trois têtes se transforment en trois oiseaux différents.
La réaction de Tvashtar au meurtre de son fils Trishiras / Vishvarûpa est racontée dans différents récits. Dans l'une de ces versions, Tvashtar offre le soma aux dieux dont il est l'hôte, mais en exclut Indra. Tvashtar fait couler le reste du soma dans le feu dont il souhaite faire « l'ennemi victorieux d'Indra ». C'est ainsi que le feu devient Vŗtra.
Selon le Rig Veda, Vŗtra a gardé les eaux du monde captives jusqu'à ce qu'il soit tué par Indra, qui a détruit les 99 forteresses de Vritra avant de libérer les rivières emprisonnées. Le combat a commencé peu après la naissance d'Indra, et il a consommé un grand volume de Soma dans la maison de Tvașțar pour le renforcer avant d'affronter Vŗtra. Tvașțar a façonné le foudre (Vajrayudha) pour Indra.
Heinrich Lüders a démontré que cet épisode célèbre du « meurtre de Vŗtra » avait un caractère cosmogonique.

### Nature et fonctions
इन्द्र Indra évoque la puissance physique et mentale manifestée par les combattants vainqueurs (kshatriyas) dans l'antique société védique. Il est le deva le plus souvent mentionné dans le Rig-véda (250 sūkta environ se réfèrent à lui).
Pour signaler sa puissance, le Veda utilise plus de traits anthropomorphiques que pour les autres devas. Il possède la force impavide et diligente de l'homme d'action, et celle d'un guerrier aux caractères physiques puissants. Il manifeste une soif inextinguible d'élixir vital, le Soma. Il brille aussi d'une sagesse faite d'intelligence, de prudence, et de jugement sûr. Faconde et despotisme illustrent son caractère, mais il est magnanime. Ce taureau belliqueux à la force héroïque est aussi très fécond,. Vatsa fils de Kanva chante : « ô Indra, ta puissance éclate, et alors tu domines sur les nations, grand, fort, infini ».
Une paire de chevaux azurés tire son char doré. Sa droite manie le vajra, son foudre de guerre forgé par Tvashtri. Ce sauveur est un grand combattant, vainqueur invaincu, qui soumet les dasya ténébreux et leur ravit de riches butins qu'il distribue ensuite aux siens avec générosité. Vishvamitra chante : « Noble héros, pousse dans les airs tes rapides chevaux, et de ton char laisse tomber sur nous l'abondance ».

## Hindouisme

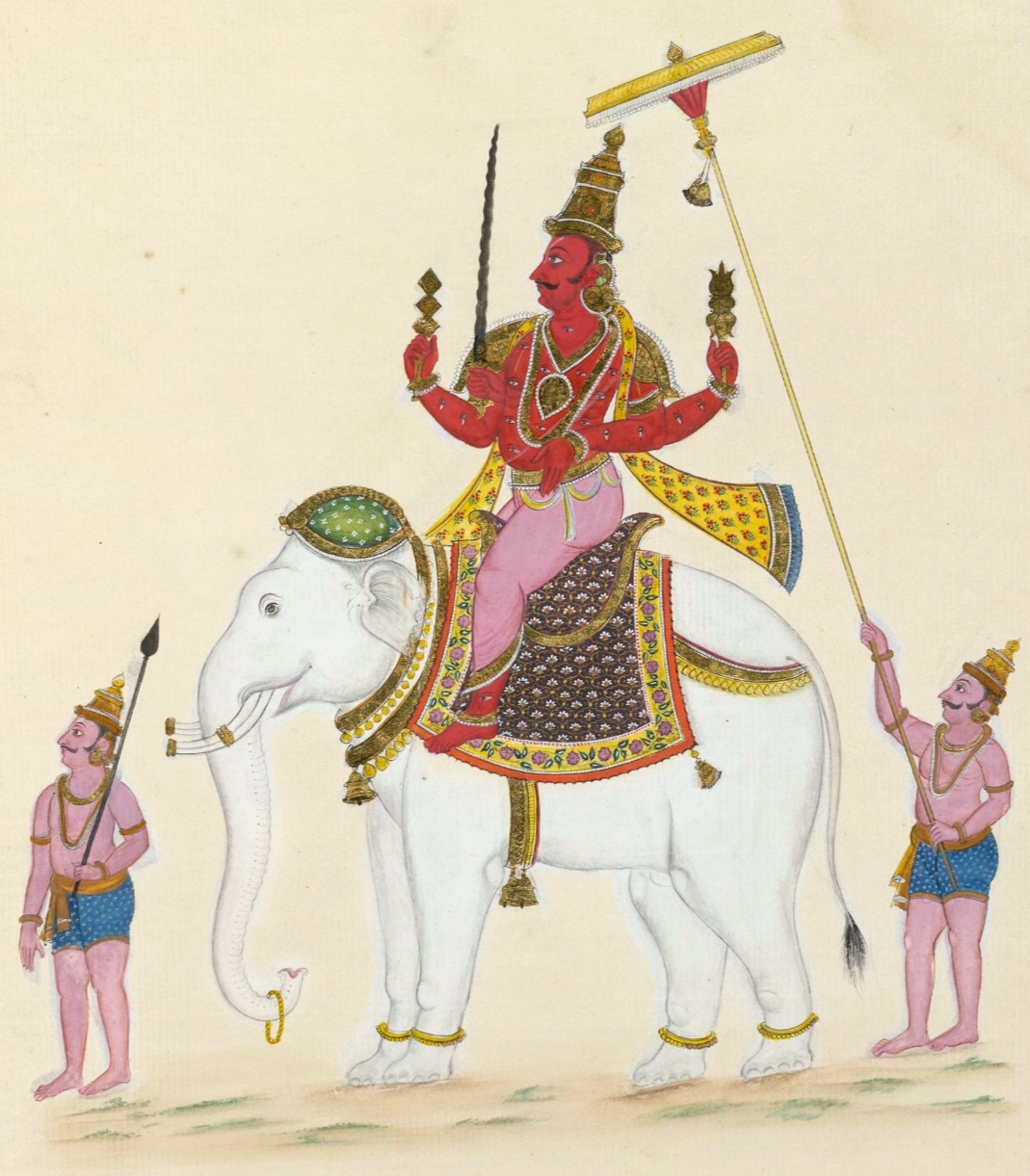
Indra. Peinture de style Company Paintings (École de Tanjore ou de Trichinopoly) réalisée en 1820.

L'importance de इन्द्र Indra décroît dans l'hindouisme tardif, comparée à celles de Vishnou et de Shiva. Pour l'hindouisme (et le jaïnisme), Indra réside désormais, comme tous les dieux majeurs, sur l'axe du monde, le mont Meru.
Cette puissance agissante, ce numen impressionnant du védisme antique se réduit désormais à une représentation, à un symbole du pouvoir royal, que l'hindouisme n'hésite pas à travestir par l'iconographie, ce qui était impensable pour la culture védique des anciens.
L'arme d'Indra, celle qu'il utilise pour abattre Vṛtrá, (personnification de la sécheresse, mais aussi de la résistance, de l'inertie), est l'éclair Vajra, mais il utilise aussi son arc magique, Shakradhanus, l'arc-en-ciel. Son vāhana ou véhicule est Airāvata, l'éléphant blanc aux quatre défenses qui se tient à l'entrée de Svarga, le domaine du dieu dont la capitale est Amarāvati. C'est là où résident les héros après leur mort sur le champ de bataille et où ils profitent du spectacle des apsaras et des gandharvas.
Indra est également un des dikpāla, le gardien de l'est. C'était probablement à l'origine une divinité solaire, conduisant un chariot doré dans le ciel. Apportant l'eau sur la terre, il est parfois vénéré comme un dieu de la fertilité, la force présente dans la substance séminale des êtres vivants, pouvant ramener à la vie les soldats morts sur le champ de bataille.
Son épouse est Indrânî, dont il a tué le père, Puloman. Il a pour descendance Jayanta, Midhusa, Nilambara, Ribhus, Rsabha, Sitragupta et Arjuna dont la mère est Kuntî.
Meghanâda, le fils du démon Râvana, le fait un jour prisonnier à Lankâ, mais les dieux paient sa rançon et le libèrent.
Dans la mythologie tardive, Indra est représenté comme un jeune homme musclé à la peau rouge, possédant parfois quatre bras très longs.

## Bouddhisme
Il est connu dans le bouddhisme sous le nom de Shakra (Shaka en pâli) ou assimilé au bodhisattva Vajrapani. Il est l'un des personnages majeurs des Jâtaka.
Indra s'appelle In ou Phra In en thaï, Phya In en laotien, En ou Phra En en khmer, Dvango, Lha-i Rgyal-po ou Bdo-sogs en tibétain, Qormusta ou Tengri en mongol, Yintuo-luo en chinois, Indara en japonais et Inda en pâli.

## Jaïnisme
Le dieu Indra ou Śakra, dieu de la mousson et des avortements, est cité à plusieurs occasions dans le jaïnisme. notamment à propos de la naissance de Mahavira lors de son transfert d'une matrice de femme-brâhmane, dans celui d'une femme-kshatriya.
Dans la mythologie jaïne, il existe 42 Bhuvana-Indra, « Régents des Mondes célestes » ; 32 Viyantara-Indra, « Régents des Sphères » ; 22 Kalpa-Indra, « Régents des Cycles cosmiques » ; l'Esprit du Soleil, celui de la Lune ; sans oublier Nara-Indra, le « Régent des Hommes », et Mrigendra, le « Régent des Animaux ».

## Dans la culture
- Indra fait partie des nombreux dieux cités dans la série de bande dessinée Astérix.
- Indra est le nom du fils du Rikudo dans la série de manga Naruto.
- Dans le manga Kengan Ashura, le personnage de Haruo Kono, originaire de l'Himalaya, est considéré par les membres de sa tribu comme l'avatar d'Indra, du fait de sa force herculéenne.